# Jamnik, Vrhnika
Jamnik este o localitate din comuna Vrhnika, Slovenia.